# Dasyscyphus ericinus
Dasyscyphus ericinus är en svampart som först beskrevs av Lucien Quélet, och fick sitt nu gällande namn av Pier Andrea Saccardo 1889. Dasyscyphus ericinus ingår i släktet Dasyscyphus och familjen Hyaloscyphaceae.   Inga underarter finns listade i Catalogue of Life.